# Sankt Oswald-Möderbrugg
Sankt Oswald-Möderbrugg là một đô thị thuộc huyện Judenburg trong bang Steiermark, nước Áo. Đô thị Sankt Oswald-Möderbrugg có diện tích 56,26 km², dân số cuối năm 2005 là 915 người.